# Kanton Saint-Sever
Saint-Sever is een voormalig kanton van het Franse departement Landes. Het kanton maakte deel uit van het arrondissement Mont-de-Marsan.
Het is ingevolge het decreet van 18.2.2014 volledig opgenomen in het nieuwe kanton Chalosse Tursan sinds 22.3.2015.

## Gemeenten
Het kanton Saint-Sever omvatte de volgende gemeenten:
- Audignon
- Aurice
- Banos
- Bas-Mauco
- Cauna
- Coudures
- Dumes
- Eyres-Moncube
- Fargues
- Montaut
- Montgaillard
- Montsoué
- Saint-Sever (hoofdplaats)
- Sarraziet